# Palaeothemis tillyardi
Palaeothemis tillyardi es la única especie del género Palaeothemis, en la familia Libellulidae. 
La especie se conoce solamente por ejemplares recogidos en Kadan Kyun, Archipiélago de Mergui, Myanmar (por ejemplo, Fraser 1936) y un hallazgo más reciente en el distrito de Khura Buri en la provincia de Phang Nga, Tailandia (M. Hämäläinen, 2010).
La serie tipo se recogió junto a arroyos en plantaciones de caucho.